# Игор Гочанин
Игор Гочанин (Херцег-Нови, 24. јул 1966) је некадашњи југословенски и српски ватерполиста. Наступао је за Гоч из Врњачке Бање, Партизан из Београда, шпанску, Каталуњу и репрезентацију Југославије. За Партизан је играо девет година, а за репрезентацију Југославије одиграо је преко 200 утакмица.
Тренирао је ЖАК из Кикинде и био селектор репрезентације Македоније.

## Освојени трофеји
Са Партизаном из Београда освојио је четири титуле првака Југославије, Куп победника купова Европе и Супер куп Европе. Са шпанском Каталуњом освојио је титулу првака Европе 1995. године.
Са репрезентацијом Југославије освојио је златну медаљу на Олимпијским играма у Сеулу 1988.
 Са репрезентацијом Југославије освојио је, на Европским првенствима, златну медаљу 1991. у Атини и две сребрне медаље 1987. у Стразбуру и 1989. у Бону.
Два пута је освајао Светски ФИНА куп 1987. у Солуну и 1989. у Западном Берлину.